# 사이먼 고치

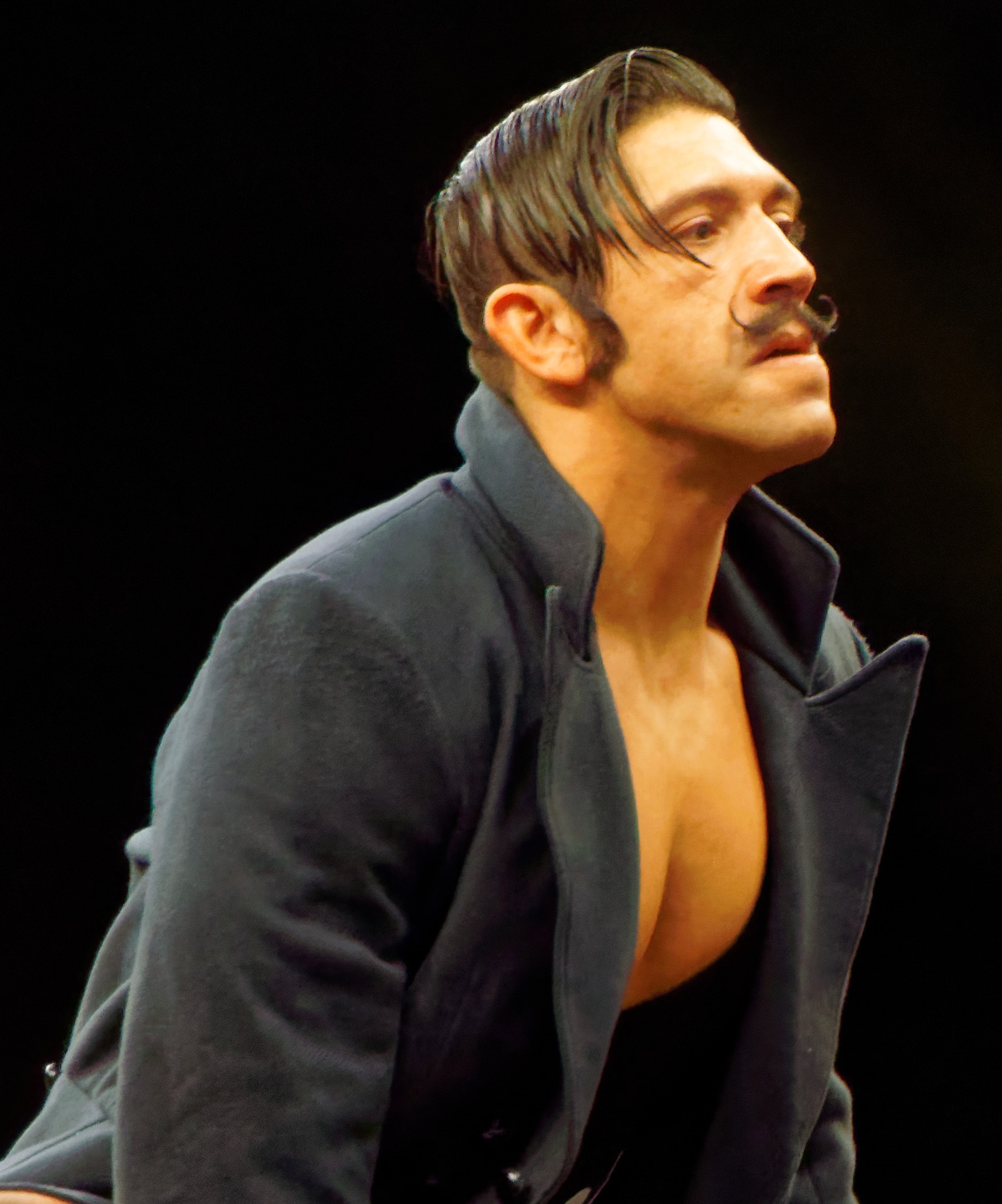
사이먼 고치

사이먼 고치(Simon Gotch, 본명: 세스 레서(Seth Lesser), 1983년 10월 18일 ~ )는 미국의 프로레슬링 선수이다. 2002년 프로레슬링에 입문했고, 키는 185cm, 몸무게는 100kg 나가며, 피니쉬는 브록 샘슨 리벤지(더블 언더훅 파워밤), 젠틀맨스 클러치(브릿징 코브라 클러치 언더훅 수플렉스)이다. 2013년부터 2016년까지 NXT에서 에이든 잉글리쉬와 보드빌런스라는 태그 팀으로 활동했었고, 2017년 4월부터 현재 인디 단체에서 활동하고 있으며, 현재 링 네임은 사이먼 그림(Simon Grimm)으로 활동을 한다.

## 수상
- WLW 태그팀 챔피언 (1회) - 엘비스 알리아가
- NXT 태그팀 챔피언 (1회) - 에이든 잉글리쉬